# Rodney Kongolo
Rodney Nkele Kongolo (* 9. Januar 1998 in Rotterdam) ist ein niederländischer Fußballspieler kongolesischer Abstammung. Der Mittelfeldspieler steht beim niederländischen Zweitligisten Roda JC Kerkrade unter Vertrag und ist ehemaliger niederländischer Juniorennationalspieler. Er ist der jüngere Bruder des Nationalspielers Terence Kongolo.

## Karriere

### Verein
Der in Rotterdam geborene Rodney Kongolo begann mit dem Fußballspielen bei Feyenoord Rotterdam. Seine Leistungen für die U20-Mannschaft des Stadionclubs erweckten das Interesse diverser internationaler Vereine und er galt als eines der vielversprechendsten Talente des Landes. Im März 2014 schloss er sich der Jugendabteilung von Manchester City an und die Skyblues bezahlten an Feyenoord eine Ausbildungsentschädigung in Höhe von 450.000 Euro. Im Juli desselben Jahres unterzeichnete er seinen ersten professionellen Vertrag beim Erstligisten. In der Saison 2015/16 spielte er erstmals in der U23-Mannschaft und stand zusätzlich noch regelmäßig für die U18 auf dem Platz. Am Ende der Spielzeit 2016/17 führte er den Elite Development Squad, wie die U23 der Citizens genannt wird, als Kapitän auf den Platz und wurde als Spieler des Jahres dieser Auswahl ausgezeichnet. Der endgültige Sprung in die Profimannschaft gelang ihm nicht und er sollte auch nie einen Einsatz für die erste Mannschaft absolvieren.
Um Spielpraxis im Herrenfußball zu sammeln, wechselte Kongolo am 3. August 2017 für sechs Monate auf Leihbasis zum Drittligisten Doncaster Rovers. Sein Debüt gab er am 5. August 2017 (1. Spieltag) beim 0:0-Unentschieden gegen den FC Gillingham, als er in der 70. Spielminute für Matty Blair eingewechselt wurde. Drei Tage später startete der Mittelfeldspieler im Ligapokalspiel gegen Bradford City erstmals und erzielte beim 3:2-Auswärtssieg ein Tor. Er etablierte sich rasch in der Startformation und die Rovers verlängerten die Leihdauer bis zum Ende der Saison 2017/18. In der Rückrunde rutschte er allmählich aus der Startformation und beendete die Spielzeit mit 35 Ligaeinsätzen, in denen er ohne Torerfolg blieb.
Am 18. Juli 2018 wechselte Kongolo für eine Ablösesumme zum niederländischen Ehrendivisionär SC Heerenveen, wo er einen Dreijahresvertrag unterzeichnete. Sein erstes Spiel bestritt er am 10. August 2018 (1. Spieltag) beim 3:2-Auswärtssieg gegen PEC Zwolle, als er in der 57. Spielminute für Nemanja Mihajlović eingewechselt wurde. Ihm gelang es im Verlauf der Saison 2018/19 nicht sich in der Startformation zu etablieren und er spielte deshalb häufig in der Reservemannschaft. Er kam lediglich in neun Ligaspielen der ersten Mannschaft zum Einsatz und bestritt 13 Einsätze für die Reserve, in denen ihm ein Torerfolg gelang.
Unter dem neuen Cheftrainer Johnny Jansen schaffte er in der folgenden Saison 2019/20 den Durchbruch als Stammspieler. Am 19. Oktober 2019 (10. Spieltag) erzielte er beim 4:2-Auswärtssieg gegen AZ Alkmaar sein erstes Tor für die Superfriezen. In dieser Spielzeit bestritt er 26 Ligaspiele, in denen er vier Torerfolge verbuchen konnte.

### Nationalmannschaft
Rodney Kongolo ist kongolesischer Abstammung und somit auch für die Nationalmannschaft des Nationalmannschaft des zentralafrikanischen Staates auflaufen.
Im Frühling 2013 bestritt Rodney Kongolo vier Länderspiele für die niederländische U15-Nationalmannschaft. Von Oktober 2013 bis Mai 2014 war er zehn Mal für die U16 im Einsatz. Im Herbst 2014 absolvierte er vier Spiele für die U17. Anschließend spielte er bis März 2016 sieben Mal für die U18.
Mit der U19 nahm er an seinem ersten internationalen Turnier teil, als er in den Kader der Jong Oranje für die U19-Europameisterschaft 2017 in Georgien nominiert wurde. In der Gruppenphase kam er in allen drei Spielen zum Einsatz und erzielte beim 1:1-Unentschieden gegen Bulgarien das einzige Tor der Mannschaft. Bei der 0:1-Halbfinalniederlage gegen Portugal stand er die volle Spieldauer über auf dem Spielfeld. Insgesamt wurde er in elf Spielen eingesetzt, in denen ihm ein Torerfolg gelang. Von September 2017 bis Oktober 2018 bestritt er fünf Länderspiele für die U20.

## Persönliches
Rodney Kongolos älterer Bruder Terence ist ebenfalls professioneller Fußballspieler und besetzt auf dem Spielfeld die Position des Innenverteidigers. Dieser stammt wie er aus der Jugendarbeit Feyenoord Rotterdams, spielte im Gegensatz zu Rodney aber auch für die Herrenauswahl und absolvierte über 100 Pflichtspieleinsätze für diese.